# Azitromicina
|  | No s'ha de confondre amb eritromicina. |

L'azitromicina (EFG, Zitromax) és una azalida, una subclasse d'antibiòtics macròlids. L'Azitromicina és un dels antibiòtics més venuts del món. És un derivat de l'eritromicina, amb un àtom de nitrogen metil-substituït incorporat a l'anell lactona, de forma que aquest queda constituït per 15 àtoms.
L'azitromicina s'utilitza per tractar o prevenir certes infeccions bacterianes, habitualment les que causen otitis mitjana, faringitis per estreptococs, pneumònia, febre tifoide i sinusitis. En els últims anys, s'ha utilitzat per prevenir infeccions bacterianes en infants i en persones amb el sistema immunitari dèbil.

## Aplicacions mèdiques
L'azitromicina s'utilitza per a tractar diverses infeccions, com l'otitis mitjana aguda, faringitis bacterianes, infeccions gastrointestinals com la diarrea del viatger, infeccions del tracte respiratori com la pneumònia, cel·lulitis, babesiosi, infeccions per Bartonella, còlera, xancroide, donovanosi, leptospirosi, malaltia de Lyme, malària, meningitis per Neisseria meningitidis, toxoplasmosi i salmonel·losi. S'utilitza per a prevenir l'endocarditis infectiva i algunes malalties de transmissió sexual. També és efectiva contra infeccions dentals localitzades.
Té un espectre d'acció similar al de l'eritromicina, però és més efectiva contra certs bacteris Gram-negatius, en particular, Haemophilus influenzae. S'ha descrit la resistència a l'azitromicina i és endèmica en certes àrees. La utilització d'azitromicina en el tractament d'infeccions per Staphylococcus aureus pot conduir a un increment de la resistència a aquest i d'altres antibiòtics macròlids.
El BOE va publicar el 13 de juny de 2020 el llistat de medicaments que el Ministeri de Sanitat considera "essencials" per combatre el coronavirus, entre els quals hi ha l'azitromicina.

## Mecanisme d'acció
L'azitromicina atura el creixement bacterià interferint amb la seva síntesi proteica. S'uneix a la subunitat 50S del ribosoma, de forma que n'inhibeix la traducció. La síntesi d'àcids nucleics no es veu afectada.